# مرگ و پنگوئن (نمایشنامه)
مرگ و پنگوئن نمایشنامه‌ای از محمد چرمشیر است، که با اقتباس از رمانی به همین نام، نوشته آندری کورکف نوشته است.

## داستان
وقایع رمان مرگ و پنگوئن که مشهورترین اثر کورکف محسوب می‌شود، در شهر کی‌یف پایتخت اوکراین رخ می‌دهد، و به زیباترین شکل فضای بسته و ناامن اجتماعی اوکراین پس از جدایی از شوروی را نشان می‌دهد. اما نمایش مرگ و پنگوئن ویژگی دیگری نیز دارد که به اقتباس چرمشیر از رمان نویسنده اوکراینی برمی‌گردد. این نمایش زندگی ویکتور نویسنده جوان و سخت‌کوش و بااستعدادی است که سرپرستی و مراقبت از یک پنگوئن را به‌عنوان یک حیوان خانگی برعهده گرفته است. او در حالی نام پنگوئن خود را «میشا» گذاشته که مردم آن منطقه بیشتر خرس‌های خانگی خود را میشا می‌نامند. در این میان هم‌زمان با اینکه روزنامه محلی آن منطقه چاپ آخرین داستان ویکتور را رد کرده اما او از طرف سردبیر روزنامه برای نوشتن آگهی ترحیم دعوت به کار می‌شود و…

## اجرا
مرگ و پنگوئن در شهریور ۱۳۹۷ با کارگردانی پیام دهکردی در تالار چهارسوی تئاتر شهر به‌روی صحنه رفته است. دهکردی در گفت‌وگو با ایران تئاتر دربارهٔ متن نمایشنامه چنین گفته است:
اساساً جهانی که آندری کورکف در رمانش دنبال می‌کند با جهان‌بینی فلسفی محمد چرمشیر در اقتباسی که انجام داده کاملاً متفاوت است و طبیعتاً خوانش من نیز نسبت به جهانی که متن دنبال می‌کند متفاوت است. متن در نگاه نخست یک فضای جنایی، پلیسی و گانگستری را دنبال می‌کند، اما خوانشی که من از آن کردم یک خوانش کاملاً سایکوتیک و اجتماعی است؛ یعنی با توجه به این‌که تئاتر اجتماعی همیشه جزو دغدغه‌های من بوده و همواره معتقد بودم که ما همچنان نیازمند به تئاتر اجتماعی هستیم؛ و از آن‌جایی که باز اعتقادم بر این بوده که من باید فرزند زمانه خودم باشم؛ به‌طوری که در اکثر کارهایی که در طول این سال‌ها انجام دادم در هرکدام به‌نوعی بخشی از تاریخ و بزنگاه‌های تاریخی کشورمان را می‌توانیم پیدا کنیم؛ بنابراین بعد از رمان و نمایشنامه حالا خوانش سوم به کارگردانی رسیده است. پس تمام مفاهیم موجود در اثر چیزهایی بوده که من به دنبالش بودم و حالا به آن رسیده‌ام. اما در این بین چیزی که من روی آن دست گذاشته‌ام مسئله ناامنی و عدم امنیت است. بحث خاکستری بودن و مه‌آلود بودن فضایی که ما در آن زندگی می‌کنیم. درنهایت تمام حرف من این است که وقتی فضا و جامعه و جهان امروز دچار ناامنی شد، یعنی امنیت از بین رفت قربانیان این فقدان امنیت؛ خانواده، عشق و کودکان هستند.